# Manualul Oslo
Documentul Organizației pentru Cooperare și Dezvoltare Economică „Măsurarea activităților științifice și tehnologice, ghiduri propuse pentru colectarea și interpretarea datelor inovării tehnologice”, cunoscut și sub denumirea de Manualul Oslo, conține linii directoare pentru colectarea și utilizarea datelor privind inovația industrială.